# Konstnärsklubben
Konstnärsklubben (Kunstnerklubben) er en social forening for mandlige kunstnere, arkitekter og kunsthistorikere. Foreningens lokaler ligger i Konstnärshuset i Stockholm. Foreningen blev grundlagt i 1856 af Johan Christoffer Boklund (1817-1880). Tilsvarende foreninger for kvinder omfatter Nya Idun og Föreningen Svenska Konstnärinnor.
Klubben har i sit arkiv en omfattende og unik portrætsamling, de såkaldte ”bordsteckningar”, fordi medlemmerne til klubbens sammenkomster har for vane at tegne billeder af hinanden på borddugen - en vane, som har eksisteret siden klubbens start
.
I 1936 tog klubben initiativ til det, som senere blev Konstnärernas Hjälpfond. Fonden forvalter i dag omkring 100 millioner kroner.

## Kritik
Kritik mod Konstnärsklubben og dens enkønnede sammensætning er blevet fremført af blandt andre Vanja Hermele i bogen Konsten - så funkar den (inte). Konstfack-eleven Fia-Stina Sandlund skabte i 2003 lydinstallationen "Konstnärsklubben – som en enda stor familj". Installationen, som vakte megen debat, bestod blandt andet af båndoptagelser af samtaler med klubmedlemmer.

## Eksterne links
- Expressen, Herrklubbar och hemliga riter lockar mäktiga män
- Konstnärsklubben – som en enda stor familj.